# (942) Romilda
(942) Romilda es un asteroide perteneciente al cinturón de asteroides descubierto el 11 de octubre de 1920 por Karl Wilhelm Reinmuth desde el observatorio de Heidelberg-Königstuhl, Alemania.
Está posiblemente nombrado por una chica del calendario Lahrer Hinkender Bote.